# Central nuclear de Hanul
La Central nuclear de Hanul (en coreano: 울진원자력발전소; antes llamada la Central nuclear de Uljin) es una gran estación de energía nuclear en la provincia de Gyeongsangbuk-do en Corea del Sur. La instalación cuenta con seis reactores de agua a presión (PWR), con una capacidad instalada total de 5.881 MW. La primera estuvo activa en 1988. El nombre de la planta fue cambiado de Uljin a Hanul en 2013. El 4 de mayo de 2012, el espacio estaba listo para dos nuevos reactores, Shin ("nuevo") Uljin-1 y -2 utilizando reactores APR-1400. La APR-1400 es un diseño PWR de III Generación con una capacidad de 1.400 MW. Es el primero en utilizar componentes fabricados en Corea para todos los sistemas críticos. Se espera que los reactores terminen costando unos 7 mil millones de won (US $ 6 mil millones), cuando estén completados en el 2018. 